# Nadabius pluto
Nadabius pluto är en mångfotingart som beskrevs av Chamberlin och Wang 1952. Nadabius pluto ingår i släktet Nadabius och familjen stenkrypare. Inga underarter finns listade i Catalogue of Life.